# Schoeniparus klossi
Alcippe klossi là một loài chim trong họ Leiothrichidae. Chúng là loài đặc hữu của Việt Nam.